# Cece
Cece is een plaats (nagyközség) en gemeente in het Hongaarse comitaat Fejér. Cece telt 2806 inwoners (2001).